# Aloe kulalensis
Aloe kulalensis ist eine Pflanzenart der Gattung der Aloen in der Unterfamilie der Affodillgewächse (Asphodeloideae). Das Artepitheton kulalensis verweist auf das Vorkommen der Art auf dem Kulal, einem Berg in Kenia.

## Beschreibung

### Vegetative Merkmale
Aloe kulalensis wächst stammbildend und verzweigt von der Basis aus. Die ausgebreiteten oder hängenden Stämme sind bis 200 Zentimeter lang und 2,15 Zentimeter dick. Die 20 bis 25 dreieckigen, locker angeordneten Laubblätter stehen etwa 1 Zentimeter voneinander entfernt. Die mittelgrüne Blattspreite ist 18 bis 25 Zentimeter lang und 1,8 bis 3 Zentimeter breit. Die farblosen Zähne am Blattrand sind 1 Millimeter lang und stehen 2 bis 13 Millimeter voneinander entfernt. Der Blattsaft ist trocken gelb.

### Blütenstände und Blüten
Der Blütenstand besteht aus zwei bis vier Zweigen und erreicht eine Länge von bis zu 32 Zentimeter. Die lockeren, zylindrischen Trauben sind 2,5 bis 15 Zentimeter lang. Die dreieckigen Brakteen weisen eine Länge von 5 bis 6 Millimeter auf und sind 1 Millimeter breit. Die scharlachroten, gelb gespitzten Blüten stehen an 8 bis 10 Millimeter langen Blütenstielen. Die Blüten sind 25 Millimeter lang und an ihrer Basis gerundet. Auf Höhe des Fruchtknotens weisen die Blüten einen Durchmesser von 7 Millimeter auf. Darüber sind sie auf 5 Millimeter verengt und schließlich zur Mündung auf 6 Millimeter erweitert. Ihre äußeren Perigonblätter sind auf einer Länge von 10 bis 13 Millimetern nicht miteinander verwachsen. Die Staubblätter und der Griffel ragen 1,5 bis 2,5 Millimeter aus der Blüte heraus.

## Systematik und Verbreitung
Aloe kulalensis ist im Norden Kenias auf dem Kulal-Berg auf steilen Hängen und Felswänden in einer Höhe von 1585 bis 1890 Metern verbreitet.
Die Erstbeschreibung durch Leonard Eric Newton und Henk Jaap Beentje wurde 1990 veröffentlicht.

## Nachweise